# Mortalium animos
Mortalium animos ist eine Enzyklika von Papst Pius XI., sie datiert vom 6. Januar 1928 und trägt den Untertitel: „Über die Förderung der wahren Einheit der Religion“. Diese Enzyklika soll zur Einheit der Christen beitragen und gleichzeitig vor einer Gleichstellung aller christlichen Konfessionen warnen. Sie ist damit ein Zeugnis der kompromisslosen Rückkehr-Ökumene, welche in der römisch-katholischen Kirche vor dem Zweiten Vatikanischen Konzil vertreten worden war.

## Über die Förderung der wahren Einheit
Mit diesem apostolischen Rundschreiben prangert Pius XI. die Gleichgültigkeit in Glaubensfragen und den Relativismus an. Dabei stellt der Papst fest, dass die Mehrheit der ökumenischen Organe nicht der Wahrheit und Einheit der Religion entsprechen. Er bringt ebenfalls zum Ausdruck und unterstreicht dieses ausdrücklich, dass es in der Kirchenlehre keine Hierarchie gibt, wie sie es bei der Hierarchie der Werte sein kann, sondern die Glaubensdogmen müssen die Aspekte des Glaubens, für alle religiösen Bereiche, ausdrücken. Er beschreibt in dieser Enzyklika, dass alle Kirchenväter die katholische Kirche als die eine und nur als die einmalige Kirche betrachtet haben. Pius XI. wünschte sich zwar die Vereinigung aller Christen, die jedoch im Sinne des Apostels Petrus, so wie sie im Evangelium beschrieben steht, geleitet werden muss.

## Über die wahre Einheit der Religionen
Es geht durch die Menschheit die Sehnsucht nach gegenseitigem christlichen und religiösen Zusammenschluss, schreibt der Papst weiter und erklärt, dass dieses Sehnen nach Einheit auch in den modernen „Religionskongressen“ Ausdruck findet, die aber nicht zu billigen sind. An interkonfessionellen Tagungen teilzunehmen, ist Katholiken nicht gestattet. „Falls sie dies täten, würden sie doch das Ansehen und den Einfluß irgendeiner völlig irrigen christlichen Religion, die der einen Kirche Christi ganz und gar nicht angehört, vermehren und stärken. Sollten Wir denn ertragen, was ungeheuerlich wäre, daß nämlich die Wahrheit, und zwar die von Gott geoffenbarte Wahrheit, preisgegeben wird?“ Schändlich seien auch die von den Vertretern eines vagen, „allgemeinen“ Christentums unternommenen Versuche einer Einigung „aller, die sich Christen nennen“. Die Katholiken müssen vor diesen „panchristlichen“ Bestrebungen gewarnt werden, denn es gibt nur eine wahre Religion, nämlich die geoffenbarte, und nur eine wahre Kirche, die von Christus gestiftete. Es ist also ein Irrtum, stellt er fest, anzunehmen, dass es heute keine einheitliche Kirche Christi gäbe, sondern nur verschiedene christliche Sonderkirchen, die sich als gleichberechtigte Größen zu einem Bund zusammenschließen sollten, ohne direkte Leitung des Papstes.

## Die wahre Kirche
Die römisch-katholische Kirche ist die eine wahre Kirche Christi, so erklärt Pius XI., sie ist die von Gott bestellte Hüterin der geoffenbarten Wahrheit, die nicht auf den Boden der Diskussionen herabgezogen werden darf. Die Liebe allein kann die getrennten Christen nicht zusammenführen, wenn nicht der unverfälschte Glaube das Band der Einheit bildet: der katholische Glaube ohne Einschränkungen und Abstriche. „Die Einigung der Christen kann und darf man nämlich nicht anders fördern als dadurch, daß man die Rückkehr der Getrennten zu der einen wahren Kirche Christi fördert, von der sie einst unheilvollerweise abgefallen sind.“ Die Heimkehr der Getrennten, die Förderung der wahren Einheit der Religion, ist der Herzenswunsch des Papstes und die Gemeinden sollen diesen Wunsch zum Gegenstand des Gebetes machen.